# Kyčelnice
Kyčelnice (Dentaria) je rod asi 20 druhů rostlin s květy žlutými, fialovými nebo růžovými. Je blízká příbuzná rodu řeřišnice, za jehož součást je někdy považována. V České republice je kyčelnice přijímána jako samostatný rod.

## Výskyt
Jednotlivé druhy vyrůstají ve třech od sebe oddělených oblastech: na západě Severní Ameriky, na východě Severní Ameriky a v Evropě s přesahem do západní Asie. Rostliny rostou z jara především ve vlhkých, humózních, listnatých lesích ve vyšších polohách mírného pásma.
Na území České republiky se mimo kyčelnice cibulkonosné, kyčelnice devítilisté a kyčelnice žláznaté ještě vyskytuje kříženec kyčelnice Paxova Dentaria × paxiana (O. E. Schulz) Jáv. (Dentaria enneaphyllos × Dentaria glandulosa).

## Popis
Rostliny rodu kyčelnice jsou dužnaté trvalky s vždy jednoduchými lysými nebo chlupatými, asi 30 cm dlouhými lodyhami vyrůstajícími ze světlých šupinatých oddenků. Lodyha je porostlá střídavými, dlanitými nebo lichozpeřenými listy, které mohou být někdy u země stěsnány do růžice. Lístky přízemních listů jsou okrouhlé a mělce vykrajované, lístky lodyžních listů jsou úzké a celokrajné a po okraji pilovité.
Oboupohlavné, čtyřčetné květy na tenkých stopkách, které se po odkvětu prodlužují, jsou sestaveny do hroznu. Eliptické až vejčité kališní lístky bývají menší než žluté, fialové nebo růžové obvejčité korunní lístky. V květu je šest plodných čtyřmocných tyčinek se žlutými prašníky, na květním lůžku jsou pod kratšími tyčinkami velké a pod delšími tyčinkami drobné medové žlázky ze kterých nektar vytéká do prohlubní kališních lístků. Gyneceum je vytvořeno ze dvou plodolistů, semeník je úzce podlouhlý. Blizny na krátkých čnělkách mohou být opyleny cizím nebo vlastním pylem.
Po opylení se ze semeníků vyvinou vřetenovité, z boku zploštělé, vzpřímené šešule na poměrně dlouhých stopkách. Na vrcholku mají patrný zbytek po čnělce a v každém pouzdře řadu vejčitých semen. Chlopně šešulí jsou bezžilné a ve zralostí se zdola nahoru pružně zkrucují.